# Harambee
Harambee (w języku suahili oznacza „wszyscy za jednego”) – projekt charytatywny mający na celu wsparcie procesów edukacyjnych w Afryce.

## Historia
Projekt powstał w 2002 z okazji kanonizacji ks. Josemarii Escrivy, założyciela Opus Dei.
Hasłem projektu było: 5 euro – i możesz tworzyć Harambee. Podczas uroczystości kanonizacji zebrano wiele kopert zawierających 5 euro lub większą sumę pieniędzy..
W projekt od początku zaangażowana była m.in. Margaret Ogola.

## Środki i pomoc
Do września 2007 w ramach projektu zgromadzono ponad milion euro. Za te pieniądze udało się pomóc przy 26 różnych projektach, w 14 krajach Afryki.
Niektóre z projektów finansowanych przez Harambee:
| Miejsce                 | Opis |
| ----------------------- | --- |
| Nairobi, Kenia          | Outreach Program w Centrum Kimlea – kursy doskonalenia nauczycieli szkół podstawowych i średnich                                  |
| Kinszasa, Kongo         | szpital Monkole |
| Sudan, Sudan Południowy | Dokształcanie zawodowe młodzieży oraz kobiet pochodzących z południa kraju, którzy zbiegli ze swoich domów z powodu wojny domowej |
| Sudan                   | Utrzymanie Centrum Treningu Wokalnego (Vocational Training Centre)                                                                |
| Madagaskar              | warsztaty rzemiosła, udoskonalające technikę i organizację pracy mające na celu wzmocnienie lokalnej gospodarki                   |
| Kongo                   | budowa obiektów sanitarnych i utworzenie służby higienicznej na obszarach wiejskich w okolicach Kinszasy                          |

Zdaniem Lindy Corbi, koordynatorki akcji „wszystkie projekty są realizowane przez lokalne organizacje afrykańskie”.